# Буланиды
Булани́ды (Сабриелиды) — династия царей в Хазарском каганате, правившая в IX—X веках.
Родоначальник — Булан (в другом варианте, Сабриель), с которым официальная царская традиция связывает обращение хазар в иудаизм ок. 730—740 годов.
По видимому, он был не царём, а знатным хазарином, так как по независимым источникам точно установлено, что хазарами в то время правил каган. Хазарские князья не могли стать каганами, поскольку этот титул принадлежал только членам одного харизматического рода (иногда полагают, что он происходил от тюркской династии Ашина).
Принятие иудаизма помогло преемникам Булана оттеснить языческий род каганов от власти. На рубеже VIII—IX веков потомок Булана Обадия стал фактическим главой страны, закрепив пост заместителя кагана за своими потомками. С этого момента реальное управление осуществлялось царями, которые носили тюркский титул «бек» (переводимым по-арабски малик, а на иврите — ха-мелех).
За каганами остались только ритуальные функции и номинальное главенство.
Наследование внутри династии осуществлялось строго от отца к сыну, в то время как у кочевых народов и ранее самих хазар власть обычно передавалась от дяди к племяннику. У Буланидов такое имело место лишь однажды, когда после правления сына Обадии Езекии и внука Манассии трон перешёл к брату Обадии Ханукке. Как полагают, это могло быть следствием ожесточённой политической борьбы против новой династии.
Царский список известен из «Еврейско-хазарской переписки». Перечень, начинающийся с Обадии и заканчивающийся Иосифом, правившим накануне разгрома Хазарии Святославом в 60-е годы X века, насчитывает 12 (краткая редакция) или 13 (пространная редакция) имён. Он не имеет аналогов в других источниках и поэтому его достоверность может вызывать сомнения.
Возможно, он является искусственно раздутым, так как в ещё одной ранней редакции — в произведении испанского автора Иегуды Барселонца, содержащем пересказ и цитату из «Переписки», количество имён сокращено до 7. О последних трёх царях (Вениамине, Аароне II и Иосифе) более подробная информация и приблизительные указания на время правления имеются в письме Шехтера.
Некоторые историки в том числе и Л. Н. Гумилёв, основываясь на еврейских именах царей, утверждают, что Буланиды (Сабриелиды) являлись этническими евреями, а по своему социальному происхождению — торговцами, купцами-рахдонитами.
Это, по мнению сторонников данной теории, означает, что верхушка Хазарии была чужой для населения страны. Подобные взгляды опровергаются многими фактами.
Прежде всего тем, что Булан был не торговцем, а военачальником и его имя — тюркское, означающее лось или олень.
Остальные цари, скорее всего, имели два имени — тюркское и иудейское.
В выборе имён наблюдается определённая закономерность: это были имена патриархов, предводителей колен и библейских царей.
О том, сохранили ли власть Буланиды после падения Хазарии в 965—969 годах и её кратковременной реконструкции в последующие десятилетия, данных нет.
| № п/п | Иудейское имя | Примерное время правления | Примечание      |
| ----- | ------------- | ------------------------- | --------------- |
| 1.    | Обадия        | ок. 780-е — 800-е (?)     |                 |
| 2.    | Иезекия       | ?                         | сын Обадии      |
| 3.    | Манассия I    | ?                         | сын Иезекии     |
| 4.    | Ханукка       | ?                         | брат Обадии     |
| 5.    | Исаак         | ?                         | сын Ханукки     |
| 6.    | Завулон       | ?                         | сын Исаака      |
| 7.    | Манассия II   | ?                         | сын Завулона    |
| 8.    | Нисси         | ?                         | сын Манассии II |
| 9.    | Аарон I       | ?                         | сын Нисси       |
| 10.   | Менахем       | ?                         | сын Аарона I    |
| 11.   | Вениамин      | 880-е — 900-е             | сын Менахема    |
| 12.   | Аарон II      | 900-е — 930-е             | сын Вениамина   |
| 13.   | Иосиф         | 930-е — 960-е             | сын Аарона II   |